# Femepe
Femepe S.A. (Femepe Indústria e Comércio de Pescados S.A.) é um dos maiores complexos pesqueiros brasileiros, chegou a ser a segunda maior empresa de pescados da américa latina. A empresa ocupa sólida posição no ramo da indústria da pesca, sendo a primeira em Santa Catarina.

## Hístória
O Grupo Femepe S.A. foi fundado em 1966 e atualmente emprega cerca de 1200 funcionários diretos e gera mais de 6.000 empregos indiretos.
Em 28 de abril de 1966 foi fundada a Ferreira Mercado de Pescados (Femepe) na cidade de Itajaí (SC).
Em 1980 foi inaugurada a fábrica de conservas de pescados na cidade de Navegantes (SC).
No ano de 1988 entrou em operação a Femepe Metalgráfica, responsável pela fabricação de embalagens dos produtos produzidos pela Femepe.
Em 2004 a Alcan e a Femepe entraram em parceria para lançar o primeiro produto brasileiro em embalagens de alumínio.
Em 2008 foi fundada a Femepe Captura de Pescados Ltda preservando a pesca como a principal atividade da empresa.